# فيل بال
فيل بال (بالإنجليزية: Phil Ball)‏ هو مدير فني أمريكي، ولد في 19 أكتوبر 1925، وتوفي في 16 نوفمبر 2008.